# Abraham Madriz
Abraham Madriz Beaulieu (San José, 2 de abril de 2004) es un futbolista costarricense que juega como guardameta en el Deportivo Saprissa de la Primera División de Costa Rica.

## Trayectoria

### Deportivo Saprissa
En la temporada 2021-22, Abraham estuvo en el banco de suplencia del Deportivo Saprissa, pese a no debutar se consagró campeón del Torneo Apertura 2022.
Debutó el 23 de noviembre de 2022, por el Torneo de Copa de Costa Rica en la segunda vuelta contra el C. S. Uruguay de Coronado en el que tuvo la totalidad de minutos por la victoria 2-0. El 6 de mayo de 2023, debutó en la máxima categoría costarricense sustituyendo a Esteban Alvarado en el compromiso contra el Municipal Grecia al minuto sesenta y siete por la victoria 5-1.

## Selección nacional

### Categorías inferiores
Fue convocado por el técnico Vladimir Quesada para disputar el Torneo Uncaf Sub-19 de 2022 representando a la selección sub-20 de Costa Rica. Tuvo su debut en primera fase contra la selección de Panamá quedando el resultado 0-0. En el tercer encuentro de la primera fase, tuvo su titular contra la selección de Puerto Rico recibiendo una anotación de parte de los puertorriqueños quedando el marcador superior a 4-1 a favor de la selección de Costa Rica, concluyendo la primera fase y logrando clasificar a la final contra la selección de El Salvador. En la final Abraham Madriz no logró ser titular por lo que solamente jugó 2 veces en este torneo. La selección de Costa Rica se coronó campeón del Torneo Uncaf Sub-19 logrando tener el encuentro 5-4.
El 9 de junio de 2022 fue convocado por el técnico Vladimir Quesada para seguir en el proceso de la selección sub-20 de Costa Rica para los juegos del Campeonato Sub-20 de la Concacaf. Abraham no logró tener minutos en este torneo, estando en el banco de suplencia en cada uno de los partidos, siendo el portero Bayron Mora el guardameta indiscutible en cada encuentro. El 28 de junio, la selección de Costa Rica cayó derrotada ante la selección de Estados Unidos con el marcador 2-0, sacándolos del torneo, sin lograr la clasificación a la Copa Mundial de Fútbol Sub-20 de 2023.
El 29 de mayo de 2023, se oficializó la convocatoria del director técnico Douglas Sequeira para la nómina de los jugadores para representar a la selección de Costa Rica sub-23 en la competición del Torneo Maurice Revello de 2023, Abraham fue parte de la nómina. Madriz no tuvo participación en la competición, siendo el portero titular Alexandre Lezcano, Costa Rica selló su participación de la competición en fase de grupos.
El 23 de junio de 2023, fue convocado por el director técnico Erick Rodríguez para la nómina de los jugadores para representar a la selección de Costa Rica sub-23 en la competición de los Juegos Centroamericanos y del Caribe de 2023 con sede El Salvador.

#### Participaciones internacionales
| Competición                 | Sede   | Resultado | Partidos | Goles |
| --------------------------- | ------ | --------- | -------- | ----- |
| Torneo Uncaf Sub-19 de 2022 | Belice | Campeón   | 2        | -1    |

## Estadísticas

### Clubes
Actualizado al último partido jugado el 11 de enero de 2025.
| Deportivo Saprissa · Costa Rica | 1.            | 2022-23       | 1  | -0  | 1 | -0 | — | —  | 2  | -0  |
| Deportivo Saprissa · Costa Rica | 1.            | 2023-24       | 2  | -1  | 1 | -2 | — | —  | 3  | -3  |
| Deportivo Saprissa · Costa Rica | 1.            | 2024-25       | 7  | -10 | 2 | -4 | — | —  | 9  | -14 |
| Deportivo Saprissa · Costa Rica | Total club    | Total club    | 10 | -11 | 4 | -6 | 0 | -0 | 14 | -17 |
| Deportivo Saprissa · Costa Rica | Total carrera | Total carrera | 10 | -11 | 4 | -6 | 0 | -0 | 14 | -17 |
| 1. Fuente:Transfermarkt         |               |               |    |     |   |    |   |    |    |     |

## Palmarés

### Títulos nacionales
| Título                         | Club               | País       | Año  |
| ------------------------------ | ------------------ | ---------- | ---- |
| Primera División de Costa Rica | Deportivo Saprissa | Costa Rica | 2022 |
| Primera División de Costa Rica | Deportivo Saprissa | Costa Rica | 2023 |
| Supercopa de Costa Rica        | Deportivo Saprissa | Costa Rica | 2023 |
| Primera División de Costa Rica | Deportivo Saprissa | Costa Rica | 2023 |
| Primera División de Costa Rica | Deportivo Saprissa | Costa Rica | 2024 |